# Blue Period
| 전문가 평가                       | 전문가 평가 |
| 평가 점수                         | 평가 점수   |
| 출처                              | 점수        |
| --------------------------------- | ----------- |
| AllMusic                          | [ 1 ]       |
| The Encyclopedia of Popular Music | [ 2 ]       |

《Blue Period》는 미국의 재즈 음악가 마일스 데이비스의 세 번째 스튜디오 음반이다. 1953년 프레스티지 레코드에서 두 번째로 발매한 10인치 LP로, 1951년 뉴욕 에이펙스 스튜디오에서 두 차례의 녹음 세션을 통해 녹음되었다.

## 배경
데이비스의 두 곡인 〈Bluing〉과 〈Out of the Blue〉는 1951년 10월 5일 첫 음반 《The New Sounds》의 자료와 같은 세션에서 녹음되었다. 로저스 앤 하트가 작곡한 〈Blue Room〉은 그해 초 1월 17일, 여러 아티스트 음반 《Modern Jazz Trumpets》에 사용된 세 곡의 녹음 세션과 같은 시간에 녹음되었다. 이 이전 세션은 데이비스가 프레스티지에서 처음으로 녹음한 세션이었다.
〈Blue Period〉의 트랙은 프레스티지가 12인치 LP의 녹음을 재구성하면서 나뉘었다. 〈Blue〉와 〈Out of the Blue〉는 《Dig》에 수록되어 있으며, 《Miles Davis and Horns》의 CD에는 두 가지 버전의 〈Blue Room〉(얼터너티브 테이크 포함)이 수록되어 있다.

## 곡 목록
| #  | 제목       | 작곡            | 재생 시간 |
| -- | ---------- | --------------- | --------- |
| 1. | 〈Bluing〉 | 마일스 데이비스 | 9:55      |

| #  | 제목                | 작곡           | 재생 시간 |
| -- | ------------------- | -------------- | --------- |
| 2. | 〈Blue Room〉       | 로저스 앤 하트 | 2:48      |
| 3. | 〈Out of the Blue〉 | 데이비스       | 6:15      |